# 迪特马申地区布尔格
迪特马申地区布尔格（德語：Burg (Dithmarschen)），简称布尔格（德語：Burg，發音：[bʊʁk] ⓘ），是德国石勒苏益格-荷尔斯泰因州迪特马申县的市镇，面积11.25平方千米，2023年12月31日人口为4,173人。